# Scotura
Scotura là một chi bướm đêm thuộc họ Notodontidae. Chi này gồm các loài sau:
- nhóm loài annulata:
  - Scotura aeroptera  Miller, 2008
  - Scotura annulata  (Guérin-Ménéville, 1844) 
  - Scotura bugabensis  (Druce, 1895)
- nhóm loài auriceps:
  - Scotura atelozona  Prout, 1918
  - Scotura auriceps  Butler, 1878
  - Scotura contracta  Dognin, 1923
  - Scotura delineata  Dognin, 1923
  - Scotura longigutta  Warren, 1909
  - Scotura nigrata  Warren, 1906
  - Scotura nigricaput  Dognin, 1923
  - Scotura transversa  (Warren, 1906) 
  - Scotura vestigiata  Prout, 1918
- nhóm loài flavicapilla:
  - Scotura abstracta Prout, 1918
  - Scotura flavicapilla  (Hübner, 1823) 
  - Scotura fulviceps  (C. và R. Felder, 1874) 
  - Scotura fusciceps  Warren, 1909
  - Scotura intermedia  Warren, 1909
  - Scotura leucophleps  Warren, 1909
  - Scotura nervosa  Schaus, 1896
  - Scotura niveilimba  Miller, 2008
  - Scotura occidentalis  Miller, 2008
  - Scotura quadripuncta  Miller, 2008
  - Scotura signata  Hering, 1925
  - Scotura venata  (Butler, 1877)